# Municipio de Brown Marsh
El municipio de Brown Marsh (en inglés: Brown Marsh Township) es un municipio ubicado en el  condado de Bladen en el estado estadounidense de Carolina del Norte. En el año 2000 tenía una población de 1.942 habitantes.

## Geografía
El municipio de Brown Marsh se encuentra ubicado en las coordenadas 34°31′20.94″N 78°37′24.14″O / 34.5224833, -78.6233722.